# TV Luna
TV Luna byla slovenskou rodinnou kabelovou televizní stanicí, vlastněnou společností WN DANUBIUS FILM (později přejmenovanou na TV Luna a.s.), vysílající v letech 1999 až 2001, kdy ukončila svůj provoz ze závažných finančních důvodů. Programovou skladbu tvořily akviziční seriály a filmy zejména americké produkce a vlastní pořady. Televize Luna natočila také vlastní sitkom Zborovňa, který následně převzala a dotočila Slovenská televize.

## Historie

### 1995–1999: Původní DCTV nově jako TV Luna
Provozovatel slovenského kabelového televizního kanálu TV Luna, společnost WN DANUBIUS FILM, provozovala v polovině devadesátých let neúspěšný televizní projekt DCTV (Danubius Cable TV), který po půl roce vysílání prostřednictvím kabelových sítí a družice ukončil z finančních i technických důvodů svou činnost. Vysílateli se nikdy nepodařilo zajistit kvalitní signál na transpondéru družice, který měl pronajatý. Kanál byl tenkrát přenášen i v české kabelové síti Kabel Plus.
Technické problémy s distribuci signálu se podařilo provozovateli vyřešit v listopadu 1995. Nicméně v lednu roku 1996 opětovně požádal Radu SR pro rozhlasové a televizní vysílání (Rada SR pre rozhlasové a televízne vysielanie) o odložení obnovy vysílání z ledna na květen 1996. Následně požadoval změnu koncepce vysílání, která by mu umožnila rozšířit vysílací čas na 12 hodin denně. Součástí změny měla být také změna názvu kanálu. Namísto schválení rozhodla Vysílací rada dne 9. ledna 1996 o odebrání vysílací licence, neboť slovenský zákon neumožňoval přerušení vysílání kvůli změně koncepce vysílání. Licence byla provozovateli vrácena na základě soudního rozhodnutí teprve v roce 1998, kdy proběhla ve společnosti WN DANUBIUS FILM změna vlastnické struktury. Společnost nyní vlastnili Peter Sedlák (17%), Vladimír Matúšek (17%), Dušan Milko (16%) a Milan Nemček prostřednictvím své společnosti Alter Ego.   
To vedlo k vytvoření projektu nové slovenské invenční televize s názvem TV Luna. K tomuto názvu se zakladatelé rozhodli po zpracované analýze trhu, zaměřené na cílovou skupinu, že by název nové televizní stanice měl být přátelský, jemný a bez negativních konotací. Oslovení respondenti měli možnost vybrat si mezi různými názvy, většina se však přiklonila k názvu TV Luna. Podle původních návrhů provozovatele stanice měla TV Luna klást důraz na poznání, vědecké a žurnalistické objevování a na druhé straně měla poskytnout prostor pro fantazii tvůrců umělecky zapracovanou v kvalitních filmech. Při vytváření programové struktury vycházela stanice z diváckých podnětů. 
Počátkem listopadu 1999 se v Bratislavě konala tisková konference představující nový televizní kanál TV Luna. Ta byla prezentována jako televize, jejíž pořady obohacují diváka a nekradou jeho čas, klade důraz na duševní růst a má chuť poznávat nové a ještě nepoznané. Přislíbená byla analytická publicistika, vyvážené zpravodajství, kvalitní dokumentaristika a filmy. V odpoledním schématu měla TV Luna vysílat krátké zprávy, eventuálně dětské Správičky, každou celou hodinu. Představitelé Luny také informovaly, že již mají podepsané smlouvy s více než 80 kabelovými společnostmi na Slovensku, představující pokrytí až 620 000 domácností. V roce 1999 dosahovala penetrace kabelového připojení přibližně 40% domácností na Slovensku. Vzhledem k možnosti příjmu výhradně prostřednictvím kabelové televize se TV Luna programově orientovala na takzvaného městského diváka. Zpočátku byl plánován rozsah vysílání na 70 hodin týdně, později se měl vysílací čas rozšířit až na 100 hodin. 
V sobotu 27. listopadu 1999 ve 20 hodin bylo zahájeno vysílání slovenské kabelové televizní stanice TV Luna přímým přenosem koncertu a představení pořadů s názvem Začíname: Úvodné vysielanie TV Luna. Provoz byl financovaný z půl miliardového úvěru slovenské Devín banky. Vysílání bylo přenášeno prostřednictvím družice Intelsat 707 na 1° západně v digitálně normě MPEG-2 a zakódované kódovacím systémem Conax. Toto vysílání bylo určeno výhradně pro distribuci signálu do kabelových sítí a později také sloužilo k přenosu signálu na terestrické analogové vysílače. Individuální příjem tohoto kanálu prostřednictvím družice nebyl možný.  
Již následující den odvysílala TV Luna v premiéře původní slovenský televizní sitkom Zborovňa, vyrobený v koprodukci se společností JMB Film&TV .
Do konce února 2000 byla TV Luna šířena pouze ve slovenských kabelových sítích. Již se však vedly jednání o přidání kanálu do nabídek českých kabelových televizí. 
V premiéře prvního dílu talk show Müllerád hostil slovenský zpěvák a moderátor Richard Müller slovenského politika a bývalého premiéra Vladimíra Mečiara. 
Koncem roku 1999 dal Ing.Milan Kortiš, jednatel kabelové společnosti Vares Banská Bystrica, podnět k prošetření k antimonopolnímu úřadu (Protimonopolný úrad SR) z důvodu možného porušení zákona a zvýhodnění jednoho operátora, kdy kabelová společnost Kabel Plus Východné Slovensko a.s. uzavřela s TV Luna exkluzivní smlouvu o distribuci kanálu ve své síti. Ta bránila distribuci stanice dalšímu kabelovému operátorovi v Košicích, společnosti Vares. Ředitel Kabelu Plus Východné Slovensko porušení zákona neviděl a poukazoval na obdobnou praxi v České republice, kdy pražský kabelový operátor Kabel Net Holding držel po dobu tří let  exkluzivní práva na vysílání tematických kabelových televizních stanic HBO a TV Max (Max1, SuperMax). Tvrdil také, že tohoto práva se v obchodních vztazích využívá, když umožní šířit televizní program pro větší počet domácností. Kabel Plus v okolí Košic šířil TV Lunu do 80 000 domácností, přičemž jen v Košicích šlo o polovinu tohoto počtu. Bez nich by byl kanál šířen pouze pro 30 000 domácností. TV Luna se dohodla s kabelovým operátorem Vares na distribuci signálu do jejich sítě, avšak s výjimkou města Košice, kde byli smluvně vázáni s Kabelem Plus. Podání k antimonopolnímu úřadu měla připravené také Asociace provozovatelů kabelových televizí (Asociácia prevádzkovateľov káblovej televízie) v souvislosti s nekalými praktikami některých kabelových operátorů. 

### 2000: Počátek finančních problémů, hledání investora
Po vystoupení slovenského zpěváka a moderátora TV Luna, Richarda Müllera, v televizním pořadu konkurenční TV Markíza, ve kterém otevřeně hovořil o své drogové závislosti a negativně se vyjadřoval i k TV Luna, odvolala na poslední chvíli svou účast v živém pořadu Müllerád populární slovenská zpěvačka Jana Kirschner s odůvodněním, aby se vyhla neočekávaným situacím ze strany zpěváka. Místo ní televize na rychlo sehnala náhradu ve formě české zpěvačky Anny K, díky které mohl být televizní pořad 8. března 2000 odvysílán. Po jeho vyjádření v televizi Markíza začala celou věc prošetřovat také slovenská policie pro podezření ze šíření toxikománie, přičemž v případě obvinění zpěvákovi hrozilo 1 až 5 let odnětí svobody. I přes negativní postoj vůči TV Luna s ním vedení televize spolupráci nerozvázala. Drogová závislost se však na vysílání pořadu projevovala opakovanými absencemi a nevhodným chováním, kdy musela televize sáhnout do vysílání ze záznamu. Představitelům kanálu se nelíbilo ani vystoupení zpěváka v pořadu české komerční stanice TV Nova, kde prezentoval intimnosti ze svého sexuálního života a z oblasti nestandardního sexuálního chování, které televize pokládala za nemorální. Taková prezentace údajně snížila mediální hodnotu a moderátorskou kredibilitu zpěváka. Po všech těchto problémech ztráceli obchodní partneři televize zájem o reklamní čas a televize se rozhodla vysílání tohoto pořadu 14. března 2000 ukončit. Namísto posledního dílu s pozvaným ministrem kultury SR, Milanem Kňažkem, odvysílala televize českou pohádku Šíleně smutná princezna.  
Od 1. dubna 2000 rozšířila TV Luna vysílací čas. Vysílání bylo zahájeno již od poledne, respektive časného odpoledne, a o víkendu od rána. Změnou prošlo i vysílací schéma. Hlavní zpravodajská relace Hlavné správy byla přesunuta z 19:15 hodiny na 18:50. Vyváženost zpravodajství za první tři měsíce vysílání potvrdila také organizace Memo 98. Nově se ve vysílání objevily pořady Hromozvod, Svetobežník, Účet, Tribuna a kontaktní relace Fotelka. V nedělní odpoledne mohli nově diváci zhlédnout týdenní přehled sportu. 
Dne 19. června 2000 prošla TV Luna novou programovou strukturou a její vysílací čas byl opět rozšířen. Vysílání nyní zahajovalo krátkým zpravodajstvím v 6:50 hodin, po kterém následoval hodinový snídaňový pořad Toast a dopolední vysílání vyplňovaly hudební bloky Musicreport, Musicmania a pořady Last Minute, 3x3xS a P.O. Box. Dopolední blok hudebních pořadů byl vysílán živě ve spolupráci se slovenskými hudebními vydavatelstvími. Právě 20% hudby tvořily videoklipy slovenské pop music, avšak na své si přišli také milovníci klipů druhé poloviny osmdesátých let. Živým hudebním vysíláním provázeli mladí moderátoři Andrej Bičan a Martin Pyco Rausch, koordinátorem projektu byl Martin Sarvaš. 
Dne 4. listopadu 2000 bylo spuštěno terestrické vysílání na kanálu 33 v okolí měst Nižná, Tvrdošín, Trstená a Podbiel, pro více než 30 000 obyvatel .
V době od 21. srpna do 17. prosince 2000 se podle společnosti Market & Media & Lifestyle, Median podařilo v průzkumu sledovanosti dosáhnout na průměrná 4%, zatímco TV Markíza ve stejném období dosáhla průměrné sledovanosti 76% a česká televizní stanice TV Nova 19%. Televizi Luna se zároveň podařilo navzdory finančním problémům získat v roce 2001 cenu Hudební akadémie Artmedia v kategorii Počin roku za její hudební vysílání z roku 2000. K výraznému poklesu sledovanosti však došlo v první polovině roku 2001, kdy televize získala pouhá 1,5% podílu na trhu, zatímco TV Markíza 85,3% a oba programy slovenské televize 13,2%.   
Během roku 2000 se TV Luna dostala do platební neschopnosti, kdy již v září přestala platit svým externím pracovníkům a o měsíc později svou mzdu nedostali ani zaměstnanci televize. Po setkání zaměstnanců s vedením televize, které proběhlo 5. prosince 2000, se více zaměstnanců rozhodlo od 15. prosince ukončit své působení v Luně, pokud nedostanou mzdu za říjen. Ze stejných důvodů opustil v prosinci televizi také moderátor mnoha diskusních pořadů, Milan Markovič. Vedení televize již několik měsíců hledalo nové investory, kteří by byli ochotni převzít dluhy a do televize investovat.  
V měsíci říjnu se ranní vysílání pořadů Musicmania, Musicreport, P.O.Box a Toast začaly reprízovat také v odpoledních hodinách.
Do konce roku televize propustila 102 z celkového počtu 237 zaměstnanců a externích spolupracovníků, aby tím snížila provozní ztrátu. Televize ve výběru propouštěných zaměstnanců přihlédla k délce jejich praxe. Dále bylo v plánu provést redukci vysílání ve smyslu zkrácení vysílacího času a úpravu programového schématu. 

### 2001: Optimalizace programového schématu a ukončení vysílání
Na začátku roku 2001 zahájila TV Luna terestrické vysílání na kanálu 50 z městského analogového vysílače v Košicích. Ten svým signálem pokrýval celé město a okolí s přibližně 300 tisíci obyvateli. 
Dne 1. března 2001 opustil televizi generální ředitel Peter Sedlák, aby tím zjednodušil vlastnické poměry v televizi a ta se dala snadno prodat případnému zájemci. Zájem o televizi údajně projevil nejmenovaný německý kanál. TV Luna údajně jednala také s tehdejším generálním ředitelem TV Nova, Vladimírem Železným, který projevil zájem o vstup na slovenský mediální trh. Ten se však později rozhodl o vstup do jiného televizního kanálu, TV Global. Posledním vážným zájemcem o televizi byla společnost Hanco, která však od svého záměru ustoupila. Na válné hromadě byl zvolen Pavel Meleg jako nový statutární orgán. Post generálního ředitele zůstalo neobsazený.  
Neúspěšné jednání mezi provozovatelem stanice a uplinkovou společností Telenor Slovakia, které TV Luna dlužila platby za objednané služby, vedlo k zastavení družicového vysílání TV Luna k 19. září 2001, což mělo za následek výpadek stanice ve všech kabelových sítích v České republice i na Slovensku, s výjimkou kabelové televize v Bratislavě, kde byla TV Luna přímo napojená na kabelový rozvod. O dva dny později byla nevysílající TV Luna v kabelových sítích společnosti UPC mimo Bratislavu nahrazena vysíláním zpravodajské stanice TA3. V samotné Bratislavě došlo 23. září ke změně kanálu v kabelové síti, na kterém TV Luna vysílala, a to z kanálu 40 na kanál S30. Ten nebylo možné naladit na starších televizorech, které neměly zabudovaný dekodér pro příjem pásma pro kabelovou televizi, takzvaného Hyperbandu. Tímto krokem se podle představitelů televize snížila sledovanost kanálu na minimum. Vysílání na tomto kanálu vydrželo pouze jeden den. Ve stejný den se představitelé TV Luna rozhodli k dočasnému zastavení výroby svého programu a své zaměstnance poslali na dovolenou. Milan Nemček, jeden ze šéfů TV Luna, o týden dříve žádal Radu pre vysielanie a retransmisiu o přidělení dalších terestrických vysílačů. Před licenční radou sliboval obnovení vysílání, výstavbu nových vysílačů a vybudování silné televize. Nový investor, producent Rudolf Biermann a americký investor Argus Capital, dcera americké investiční společnosti Prudential Financial, jež prostřednictvím společnosti European Media Ventures stála také za vznikem české televizní stanice TV3, přislíbil vyrovnání závazků a investice do vysílání za předpokladu, že TV Luna získá uvolněné vysílače po regionálních televizních kanálech TV Sever a TV Slavín. Kromě těchto dvou zmíněných frekvencí žádala televize také o vysílače menších okruhů v Banské Bystrici, Zvolenu, Turčianských Teplicích, Detvě, Prievidzi, Žiaru nad Hronom, Nové Bani, Prešově a Žilině.        
| Kanál | Název vysílače     | Umístění                         | Výkon (v kW) | Další zájemci o tuto frekvenci                                                               |
| ----- | ------------------ | -------------------------------- | ------------ | -------------------------------------------------------------------------------------------- |
| 59    | Banská Bystrica    | Laskomer I – vysílač SNP         | 0,1          |                                                                                              |
| 50    | Bratislava         | Kamzík                           | 5            | TV SERVIS, s.r.o. MAC TV s.r.o. Kabel Media s.r.o. C.E.N., s.r.o.                            |
| 56    | Detva              | Voliarky – vodojem               | 0,1          |                                                                                              |
| 50    | Nová Baňa          | Pod Viničným vrchom              | 0,01         |                                                                                              |
| 55    | Prešov             | Šibená hora                      | 0,1          |                                                                                              |
| 59    | Prievidza          | Bojnice                          | 0,03         |                                                                                              |
| 45    | Turčianské Teplice | Vichtina                         | 0,03         |                                                                                              |
| 55    | Zvolen             | nemocnice – vodojem              | 0,1          |                                                                                              |
| 55    | Žiar nad Hronom    | Šibeničný vrch II – malý vodojem | 0,1          |                                                                                              |
| 40    | Žilina             | Horný Val 3 – TVS                | 0,2          |                                                                                              |
| 52    | Žilina             | Krížava                          | 300          | TV SERVIS, s.r.o. MARKÍZA – SLOVAKIA, s.r.o. MAC TV s.r.o. Kabel Media s.r.o. C.E.N., s.r.o. |

V úterý 23. října 2001 zahájila Rada pre vysielanie a retransmisiu správní řízení ve věci odnětí licence TV Luna, protože televizní stanice nevysílala déle než 30 dní. TV Luna měla mnohamilionové dluhy a nezaplacené pohledávky. Televizní vysílače, které požadovala Luna pro obnovení vysílání byly přiděleny provozovateli konkurenčních kanálů TV Global a TV Naša, košické společnosti MAC TV. Jarmila Grujbárová, ředitelka kanceláře Vysílací rady označila situaci v TV Luna za podobnou té ve VTV. Luně vypověděl smlouvu Slovenský ochranný svaz autorský (Slovenský ochranný zväz autorský), zkráceně SOZA, některé firmy plánovaly, nebo již podaly na Lunu návrh na její konkurz. Vzhledem k hrozícímu správnímu řízení by podle jejich slov nebylo logické TV Luna přidělit další individuálně koordinované frekvence, které požadovala. Navíc se Rada rozhodla stáhnout svůj předchozí souhlas se vstupem nového investora Rudolfa Biermana, jakožto stoprocentního vlastníka TV Luna.     
Na počátku svého vysílání očekávali majitelé stanice, že TV Luna dosáhne 10% podílu na slovenském reklamním trhu. V roce 2002 počítali dokonce s 26% podílem. Naposledy však televize nedosáhla ani na desetinu tohoto předpokladu. Televize, které posledních pár měsíců šéfovali Milan Nemček, Pavel Meleg a Ľubomír Kanis, bývalý generální ředitel Devín banky, přišla 20. listopadu 2001 o licenci.    
Již 25. srpna 2001 zkrachovala Devín banka, která v roce 1999 poskytla úvěr TV Luna ve výši půl miliardy SKK. Banka si podle Máriana Juska, guvernéra Slovenské národné banky, opakovaně neplnila ani pravidla obezřetného podnikání, kdy více než čtyři pětiny poskytnutých úvěrů nebyly spláceny. S ukončením vysílání TV Luna přišla banka o 800 milionů SKK. Úvěry neposkytla pouze držiteli licence, společnosti TV Luna s.r.o., ale také vlastníkům Luna a.s. a martinské společnosti Alter Ego, jakož i dalším dvěma společnostem. Splacený byl pouze dluh společnosti Podium Studios, s.r.o., která dříve pro TV Lunu vyráběla dabing a poslední rok podnikala mimo televizi. Její úvěr však nepřekročil 20 milionů SKK. Ostatní dlužníci v okolí působení TV Luna nedisponovali majetkem, jež by dosahoval na výši jejich úvěru. Slovenská Devín banka vlastnila televizní techniku v hodnotě okolo 200 milionů SKK, kterou televizi poskytovala beze smlouvy bezplatně a banka techniku ani neodepisovala. Zbylá část vybavení televize patřila bratislavské společnosti Utar s.r.o., která televizi Luna pronajala na dobu deset let část své budovy výměnou za investice do interiéru.  

## Dostupnost

### Terestrické vysílání
| Rok       | Kanál | Umístění       | Název vysílače | Výkon |
| --------- | ----- | -------------- | -------------- | ----- |
| 2000–2001 | 33    | Závodná ul.459 | Nižná na Orave | 0,05  |
| 2001      | 50    | Furča          | Košice - město | 0,6   |

### Kabelová televize
Televizní stanice Luna byla distribuována prostřednictvím kabelových sítí v České republice a na Slovensku.   

#### Česko
- 4M Rožnov
- AMOS
- AQUA
- BUSSMARK PRODUCTION
- BUSSMARK-OLIVER
- Bytové a tepelné hospodářství Bučovice
- CATR
- ELMA KLADNO
- ELSAT
- Intercable Bohemia
- Intercable CZ
- Intercable KT
- Jiří Melichar
- K.T.V.M.
- KABEL OSTROV
- Kabelová televize CZ
- Kabelová televize Kadaň
- Kabelová televize Klášterec nad Ohří
- Kabelová televize Kopřivnice
- Kabelová televize Třinec
- Karneval Media
- KATRO SERVIS
- KELI
- KONSAT
- MAKRO
- MAME Moravské Budějovice
- MEC Turnov
- Melichar Jiří
- MĚSTSKÉ TECHNICKÉ CENTRUM KUŘIM
- NTV cable
- Osif Ladislav
- SATT
- SELF Servis
- STAR-MONT Pardubice
- Švanda Josef
- Teletrans
- TELTO
- TKW
- TVNET

#### Slovensko
- UPC Slovensko
- Vares

### Satelitní vysílání
| Rok       | Družice              | Frekvence (GHz) | SR     | FEC | Platforma        | Kódování | Vysílací čas (SEČ)     |
| --------- | -------------------- | --------------- | ------ | --- | ---------------- | -------- | ---------------------- |
| 1999–2001 | Intelsat 707 (0,8°W) | 11,540/V        | 26 000 | 3/4 | Telenor Slovakia | Conax    | 6:30–2:00 (orientačně) |

## Televizní pořady

#### Cestování
- 2000 Fly OK – Délka: 60 minut
- 2000–2001 Svetobežník – Magazín zahraničních zajímavostí o stopáži 30 minut
- 2000 Last minute – Televizní pořad s nabídkami cestovních kanceláří o délce 35 minut, jehož první premiéra byla 19. června 2000.

#### Diskusní pořady, názory, politika
- 1999–2000 Generation X – Diskusní relace o délce 40 minut, vysílaná z prostředí divadla Stoka, ve které se mladí lidé vyjádřovali ke kontroverzním otázkám.
- 1999–2001 Interview i Interview J.Füleho – Desetiminutový rozhovor moderovaný Jánem Fülem na aktuální denní téma.
- 1999–2001 Mám faktickú! – Padesátiminutová talk show moderovaná Stano Radičem.
- 1999–2000 Marná sláva – Noční talk show o délce 50 minut se známými osobnostmi.
- 1999–2000 Moja vec i Moja vec Milana Markoviča – Pětiminutová společensko-publicistická glosa uváděná slovenským bavičem Milanem Markovičem.
- 1999–2001 Müllerád – Šedesáti minutová talk show moderovaná slovenským zpěvákem Richardem Müllerem.
- 1999–2000 Pre a proti – Diskusní pořad o stopáži 50 minut vysílaný živě s Annou Vargovou.
- 2000–2001 Fotelka – Diskusní pořad s různými lidmi na různá témata o délce 35 minut moderovaný Danom Danglem a Petrou Polnišovou.
- 2000 Hromozvod i HroMMozvod – Nejpopulárnější televizní pořad TV Luna, o délce 40 minut, moderovaný Milanem Markovičem.
- 2000–2001 P.O.Box – Půlhodinový televizní pořad o dotazech a přání diváků, jehož první premiéra byla 19. června 2000.
- 2000 Talkshow Milana Markoviče – Délka: 45 minut
- 2000 Tribúna – Desetiminutový pořad sestaveny z názorů diváků. Byl obdobou známého televizního pořadu na TV Nova, Vox Populi, ve kterém diváci prostřednictvím televizního automatu zveřejňovali své názory nebo se vyjádřovali na jakékoliv téma.
- 2000 Účet – Moderátorka Anna Ghannamová, známá z televize Markíza, v deseti minutách komentovala aktuální politické dění.
- 2000 Silvestrovský P.O.Box špeciál
- 2001 Žihadlo – Délka: 60 minut

#### Filmové magazíny
- 1999–2000 Filmodrom – Půlhodinový magazín ze světa filmu a videa.

#### Hudební pořady a koncerty
- 1999–2000 Enter – Půlhodinový hudební magazín.
- 1999–2000 Véčko – Hudebně-zábavní diskusní měsíčník, pokoušející se o dialog dvou generací, o délce 60 minut.
- 2000–2001 3x3xS – Videoklipový pořad vysílající tři videoklipy od třech různých interpretů. Premiéra prvního vysílání byla 19. června 2000.
- 2000 Buty v Inchebe – Půlhodinový záznam koncertu konaného v bratislavské Incheba aréně.
- 2000 Hitparáda – Luna Top 5, Hit paráda i Hitparáda – Délka: 45 minut
- 2000 Hudobný blok – Víkendový blok plný videoklipů. Délka: 95 minut
- 2000–2001 Musicmania – Devadesát minut hudebního vysílání, plný specialit a hostů z hudebních vydavatelství, moderovaný mladými moderátory. Premiéra prvního vysílání byla 19. června 2000.
- 2000–2001 Musicreport – Šedesát minut hudebního vysílání s mladými moderátory, jehož první premiéra byla 19. června 2000.
- 2000 Iné kafé v Inchebe – Půlhodinový záznam koncertu konaného v bratislavské Incheba aréně.
- 2000 Honza Nedved v Piešťanoch – Záznam koncertu.
- 2000 Koncert Richarda Müllera – Půlhodinový záznam koncertu slovenského zpěváka Richarda Müllera.
- 2000 Koncert Iné Kafé – Půlhodinový záznam koncertu slovenské kapely Iné Kafé.
- 2000 Richard Müller v Inchebe – Čtyřicetiminutový záznam koncertu konaného v bratislavské Incheba aréně.
- 2001 Jim Beam Festival – Citron
- 2001 Jim Beam Festival – Desmod – Záznam koncertu skupiny Desmod.
- 2001 Jim Beam Festival – Editor
- 2001 Jim Beam Festival – F.O.B.
- 2001 Jim Beam Festival – Gladiátor – Záznam koncertu skupiny Gladiator.
- 2001 Jim Beam Festival – Hypnoticscenery
- 2001 Jim Beam Festival – Kabát – Záznam koncertu české rockové skupiny Kabát o délce 75 minut.
- 2001 Jim Beam Festival – Krabathor
- 2001 Jim Beam Festival – Torr
- 2001 Pavol Hammel v Inchebe

#### Pro děti
- 1999–2000 Lunapark – Pásmo vysílání pořadů pro děti včetně pořadů a živých vstupů, moderoval Ľubomír Kratochvíl, známý také jako Rudo..
- 2000 Kino Lunapark – Délka: 25 minut

#### Publicistika
- 1999 Profit magazín – Ekonomický týdeník o stopáži 30 minut.
- 1999–2000 Rubikon – Aktuální publicistický pořad o délce 45 minut moderovaný Soňou Bullovou.
- 1999–2000 Svet počítačov – Půlhodinový magazín o moderních komunikacích.
- 1999 Záhrada TV Luna – Půlhodinka kutilství v hobby magazínu.
- 2000 Kamelot – Délka: 30 minut
- 2001 Varíme s Lunou – Pořad o vaření o stopáži 20 minut.

#### Sportovní přenosy a magazíny
- 1999–2001 Polygón – Motoristický magazín o délce 30 minut.
- 2000 Snowmania 2000 – Závody horských kol.
- 2000 Šport pod lupou – Délka: 40 minut
- 2000 Thai - box – Délka: 60 minut
- 2000 Západ proti Východu – Basketbal

#### Zábavní a soutěžní pořady
- 1999–2001 Maxikúsky i Maxi kúsky – Zábavná soutěžní hra o délce 30 minut s Marošem Kramárem.
- 1999–2001 Pozor... ploštica (od roku 2000 jako Ha Halo i Ha Ha Ló) – Skrytý mikrofón TV Luna moderovaný slovenským hercem Richardem Stankem. Délka 30 minut.
- 1999–2000 Uhádni a vyhraj! – Hudebně-zábavní soutěžní pořad o stopáži 30 minut.
- 1999–2001 V strehu – Skrytá kamera. Délka: 30 minut

#### Zpravodajství
- 1999–2001 Hlavné správy, Šport – Hlavní zpravodajská relace o délce 35 minut moderovaná Monikou Murovou a Marošem Košíkem.
- 1999–2001 Počasie – Pět minut předpovědi počasí moderovala Monika Jurčovičová.
- 1999–2000 Správičky – Pětiminutové dětské zpravodajství.
- 1999–2001 Správy – Délka: 5 minut
- 2000 Nočné správy – Délka: 10 minut
- 2000 Správy, Šport – Délka: 10 minut
- 2001 Stalo sa... – Délka: 10 minut

#### Ostatní pořady
- 1999 Aplauz – Délka: 20 minut
- 1999–2000 Hviezdny prach – Patnáctiminutový pořad moderovaný Katarínou Brichtovou.
- 1999 Začíname: úvodné vysielanie TV Luna – Dvouhodinový přímý přenos koncertu TV Luna při zahájení vysílání. Představení pořadů a křest loga.
- 2000 České grammy – Délka: 120 minut
- 2000–2001 Ekšn! – Délka: 15 minut
- 2000 MG Live – Délka 60 minut
- 2000 Na Lune – Půlhodinový informační pořad o televizi Luna moderovaný Marošem Kramárem.
- 2000 Obývačka TV Luna – Délka: 30 minut
- 2000 Pozor, kto to hovorí? – Délka: 50 minut
- 2000–2001 Toast, později rozdělen na Toast I a Toast II – Ranní snídaňový pořad s aktuálními informacemi o délce 60 minut, jehož první premiéra byla 19. června 2000.
- 2000 Žrebovanie Devín banka, Losovanie Devín banky i Devín banka – Délka: 5 minut
- 2000 Život v behu – Délka: 55 minut
- 2001 Siesta – Délka: 60 minut
- 2001 Zakázané ovocie

## Hlásatelé
- Ľubomír Bajaník
- Monika Bruteničová

## Moderátoři
- Andrej Bičan – moderátor hudebního vysílání
- Anna Ghannamová – moderátorka pořadu Účet komentující aktuální politické dění
- Anna Vargová – moderátorka diskusního pořadu Pre a proti
- Daniel Dangl – moderátor diskusního pořadu Fotelka
- Eva Pribylincová – moderátorka zábavného pořadu Uhádni a vyhraj!
- Jaroslav Zápala – moderátor sportovního zpravodajství
- Ján Füle – moderátor Interview a Interview J.Füleho
- Laco Kerata – moderoval soutěžní pořad Uhádni a vyhraj!
- Ľubomír Kratochvíl (známý i pod přezdívkou Rudo) – moderoval dětské pásmo Lunapark
- Katarína Brichtová – moderátorka pořadu Hviezdný prach
- Marek Trubač – moderátor zpravodajství
- Maroš Košík – moderátor zpravodajství
- Maroš Kramár – moderátor pořadu Maxi kúsky a informativního pořadu Na Lune
- Martin Pyco Rausch – moderátor hudebního vysílání
- Milan Blaha
- Milan Markovič – moderátor diskusních pořadů Hromozvod, Talk show Milana Markoviče a Moja vec (resp. Moja vec Milana Markoviče)
- Monika Jurčovičová – moderátorka Počasie
- Monika Murová – moderátorka zpravodajství
- Peter Pišťanek – moderátor talk show Márna sláva
- Petra Polnišová– moderátorka diskusního pořadu Fotelka
- Richard Müller – moderátor talk show Müllerád
- Richard Stanke – moderátor zábavního pořadu Ha Halo
- Soňa Bullová – moderátorka diskusního pořadu Rubikon
- Stano Radič – moderátor diskusního pořadu Mám faktickú!
- Vladimír Zápala – moderátor sportovního zpravodajství

## Generální ředitelé
- 1999–2001 Peter Sedlák – odešel z TV Luny k 1. březnu 2001 a zbavil se vlastnického podílu. Od té doby byla televizní stanice bez generálního ředitele. [7]